# Dániel Gazdag
Dániel Gazdag (Nyíregyháza, 2 de marzo de 1996) es un futbolista húngaro que juega en la demarcación de centrocampista para el Columbus Crew de la Major League Soccer.
El 1 de mayo de 2024 se convirtió en el máximo goleador histórico del Philadelphia Union, al marcar su tanto n.º 57 con la camiseta del equipo estadounidense en la derrota como local por 2 a 3 contra el Seattle Sounders FC. En 2025 se oficializa su salida del club, finalizando con 72 goles en 161 partidos.

## Selección nacional
Tras jugar con la selección sub-17 de Hungría, la sub-18, la sub-20 y la sub-21, finalmente debutó con la selección mayor de Hungría el 5 de septiembre de 2019. Lo hizo en un partido amistoso contra las Montenegro que finalizó con un resultado de 2-1 a favor del combinado montenegrino tras los goles de Nebojša Kosović y Stefan Mugoša para Montenegro, y de Filip Holender para el conjunto magiar.

### Participaciones en Eurocopas
| Copa          | Sede     | Resultado    | Partidos | Goles |
| ------------- | -------- | ------------ | -------- | ----- |
| Eurocopa 2020 | Europa   | Primera fase | 0        | 0     |
| Eurocopa 2024 | Alemania | Primera fase | 1        | 0     |

### Goles internacionales
| # | Fecha                   | Estadio                                                | Oponente   | Gol | Resultado | Competición                                |
| - | ----------------------- | ------------------------------------------------------ | ---------- | --- | --------- | ------------------------------------------ |
| 1 | 31 de marzo de 2021     | Estadio Nacional de Andorra, Andorra la Vieja, Andorra | Andorra    | 0-2 | 1–4       | Clasificación para la Copa Mundial de 2022 |
| 2 | 12 de noviembre de 2021 | Estadio Ferenc Puskás, Budapest, Hungría               | San Marino | 2-0 | 4–0       | Clasificación para la Copa Mundial de 2022 |
| 3 | 15 de noviembre de 2021 | Estadio Nacional de Varsovia, Varsovia, Polonia        | Polonia    | 1-2 | 1–2       | Clasificación para la Copa Mundial de 2022 |
| 4 | 14 de junio de 2022     | Molineux Stadium, Wolverhampton, Inglaterra            | Inglaterra | 0-4 | 0–4       | Liga de Naciones de la UEFA 2022-23        |

## Clubes
| Club                  | País           | Año       | Partidos | Goles |
| --------------------- | -------------- | --------- | -------- | ----- |
| Budapest Honvéd FC II | Hungría        | 2013-2016 | 26       | 1     |
| Budapest Honvéd FC    | Hungría        | 2013-2021 | 219      | 31    |
| Philadelphia Union    | Estados Unidos | 2021-2025 | 161      | 72    |
| Columbus Crew         | Estados Unidos | 2025-     | 9        | 0     |

### Tripletes
| 1 | 20 de septiembre de 2020 | Tiszaújvárosi Sports Park, Tiszaújváros | FC Tiszaújváros - Budapest Honvéd FC |  | 1 - 7 | Copa de Hungría 2020     |
| 2 | 26 de agosto de 2022     | Subaru Park, Chester                    | Philadelphia Union - Colorado Rapids |  | 6 - 0 | Major League Soccer 2022 |
| 3 | 9 de octubre de 2022     | Subaru Park, Chester                    | Philadelphia Union - Toronto FC      |  | 4 - 0 | Major League Soccer 2022 |
| 4 | 26 de julio de 2023      | Subaru Park, Chester                    | Philadelphia Union - Querétaro FC    |  | 5 - 1 | Leagues Cup 2023         |
| 5 | 20 de julio de 2024      | Subaru Park, Chester                    | Philadelphia Union - Nashville SC    |  | 3 - 0 | Major League Soccer 2024 |

## Palmarés

### Títulos nacionales
| Título              | Club               | País    | Año  |
| ------------------- | ------------------ | ------- | ---- |
| Nemzeti Bajnokság I | Budapest Honvéd FC | Hungría | 2017 |
| Copa de Hungría     | Budapest Honvéd FC | Hungría | 2020 |